# 田峯城
田峯城（だみねじょう）は、かつて愛知県北設楽郡設楽町田峯にあった日本の城（山城）。設楽町指定史跡。
田峰菅沼家（菅沼氏）の本城であった。別名は蛇頭城（じゃずがじょう）。笹頭山の中腹に位置する。

## 歴史
- 文明2年（1470年） - 菅沼定信が田峯城を築城して本城にする。定信は菅沼一門の総領家・田峰菅沼家（菅沼氏）の祖となる。菅沼一門は田峯から豊川流域への版図を拡げる事に腐心する。
- 天正3年（1575年）5月21日（1575年7月9日） - 長篠の戦いで大敗した武田勝頼を伴い、田峯城での慰労を予定していた城主・菅沼定忠（刑部少輔）であったが、留守居の親族・菅沼定直や家老・今泉道善が入城を拒絶。僅か数騎の勝頼一行は身柄を拘束されそうになった為、更に北方の武節城まで命からがらの逃避行を強いられた。
- 天正4年（1576年）7月14日（1576年8月18日） - 前年の入城拒絶という辱めを怨んでいた菅沼定忠は、田峯城を早朝に急襲。老若男女を問わず、城に居た96人総てを惨殺した。菅沼定直や今泉道善に関しては、生け捕りにした後で鋸挽きの刑で報復している。城の近くには「田峯城内乱の首塚」と「道善処刑の地」が存在する。
- 天正10年（1582年） - 甲州征伐で武田勝頼が滅ぼされ、後ろ盾を失った菅沼定忠も討たれた。田峯菅沼氏は徳川家康の後ろ立てにより、菅沼定利が継いだ。この頃、田峯城が廃城となる。

## 構造
丘陵地の上に本丸が置かれ、本丸の周りに武家屋敷などが築かれている。城内にあった復元本丸御殿、本丸大手門、搦手門が復元されている。

## 画像

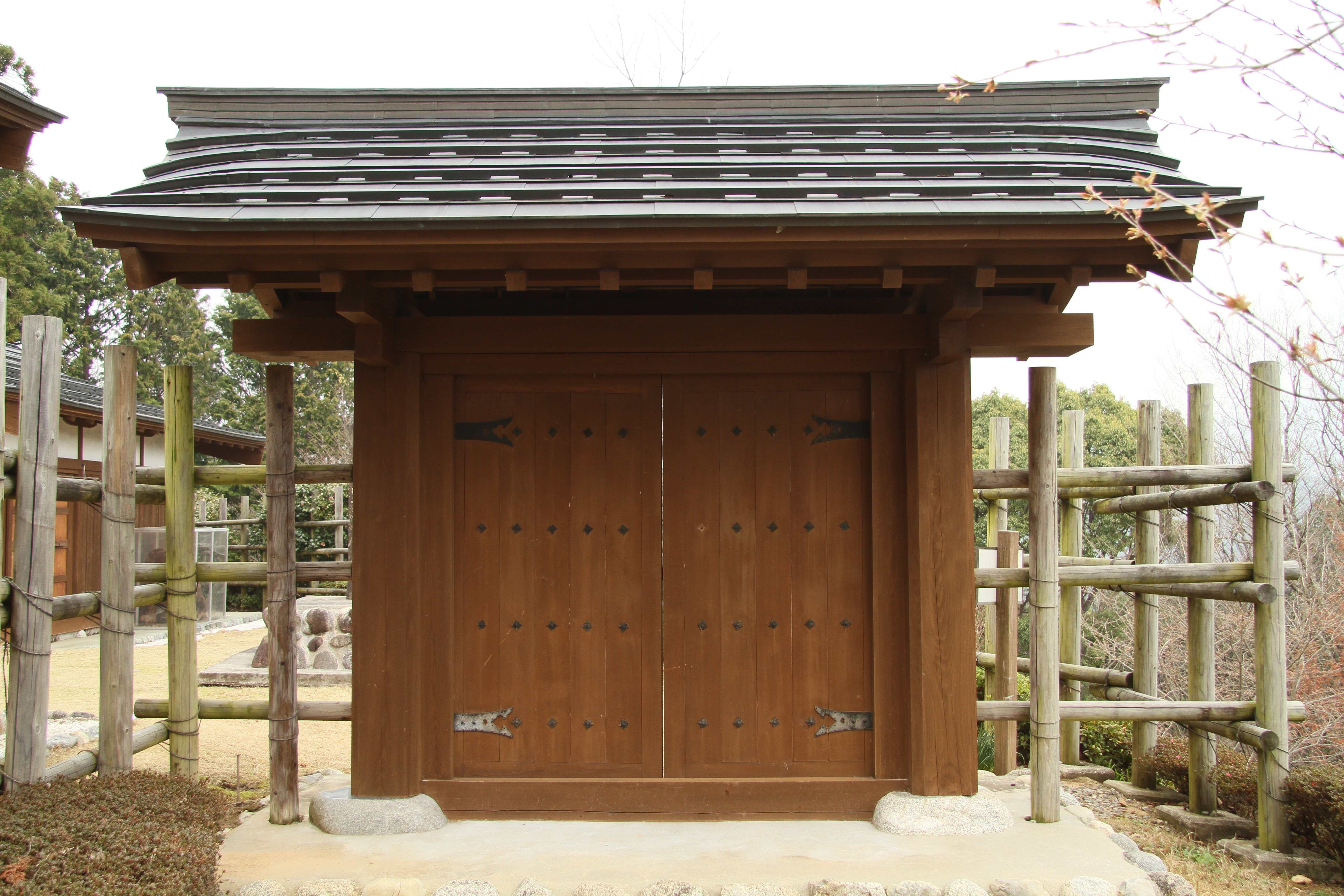
復元された本丸大手門
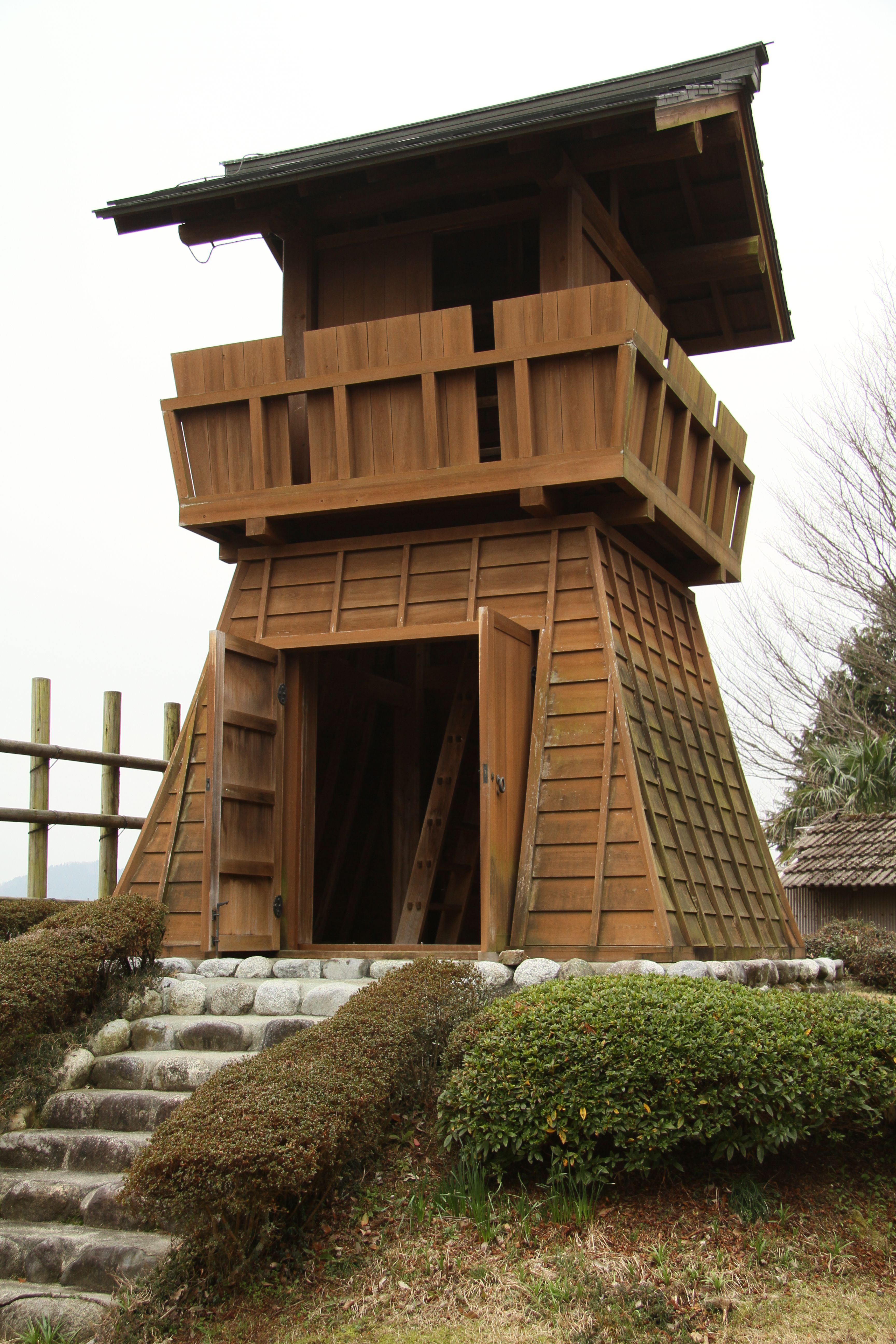
復元された物見台
「田嶺城址」の碑
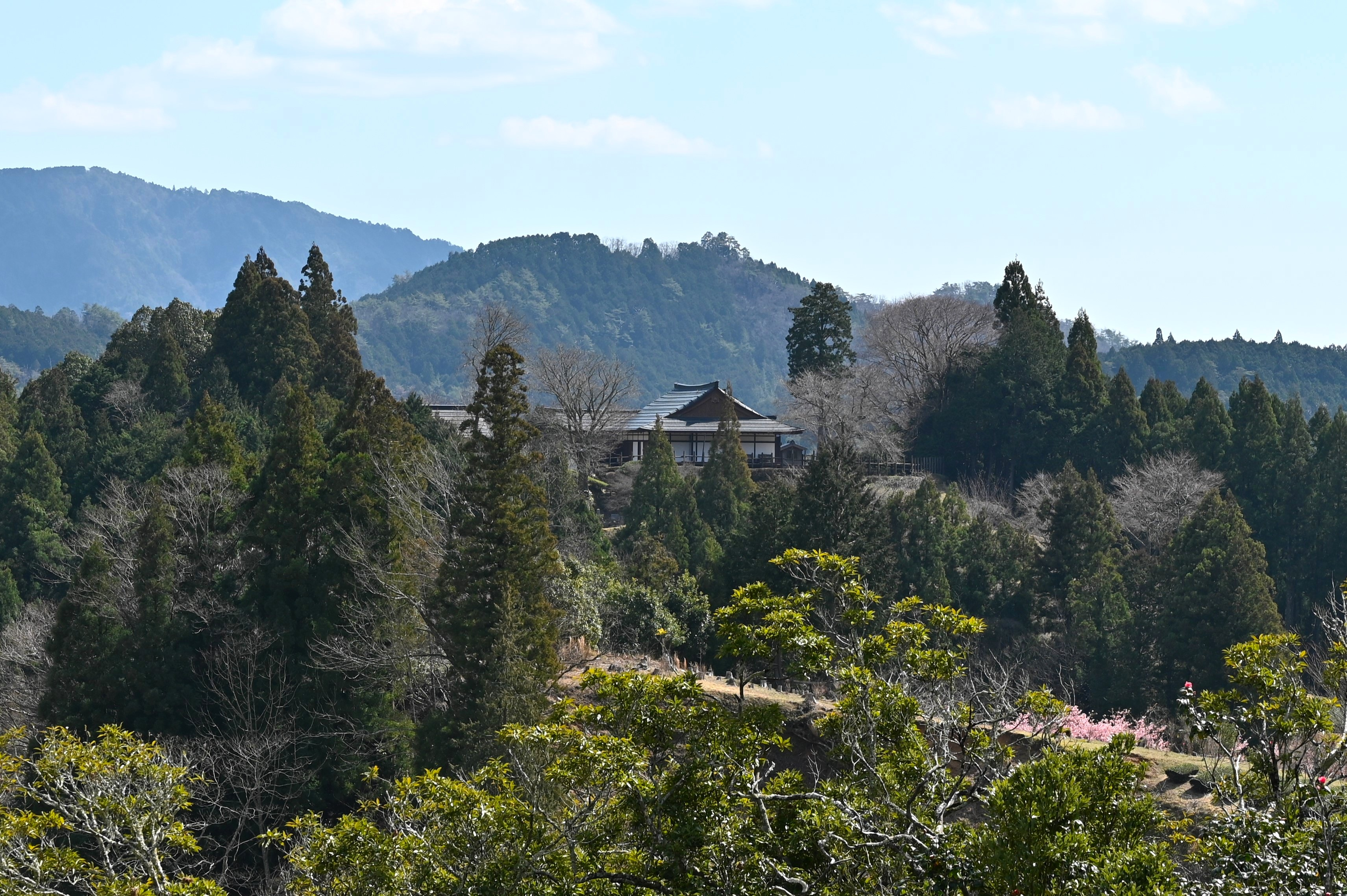
田峯観音の駐車場から望む田峯城

## 現地情報
所在地
- 441-2221：愛知県北設楽郡設楽町田峯城9

アクセス
- JR飯田線本長篠駅から豊鉄バス「田口行」で約30分。

周辺施設
- 田峰観音
- 日光寺
- 白鳥神社
- 設楽町立田峯小学校